# Kōji Seo
瀬尾 公治
Œuvres principales
Suzuka, A Town Where You Live,  Fûka.
Kōji Seo (瀬尾 公治, Seo Kōji) est un mangaka japonais né le 26 juillet 1975 dans la ville de Shōbara, dans la préfecture de Hiroshima.
Il est principalement connu pour être l’auteur des mangas Suzuka, A Town Where You Live, Fûka et Hitman, qui partagent le même univers.

## Biographie
Kōji Seo est né le 26 juillet 1975 dans le bourg de Takano du district d'Hiba (depuis incorporé dans la ville de Shōbara) dans la préfecture de Hiroshima au Japon. Il termine ses études en 1994.
Il débute avec son première one shot, HALF & HALF, publié dans Magazine Fresh le 25 janvier 1996, remportant à l'occasion la mention honorable du Prix des nouveaux arrivants du Weekly Shōnen Magazine (ja) de Kōdansha ; il a été par la suite l'assistant de Tsukasa Oshima (ja) pour le manga Aoki densetsu shoot!.
Après plusieurs one shot publiés auparavant, sa première série W's (W's〜ダブルス〜) est lancée dans le mensuel Magazine Special (ja) de Kōdansha entre 2000 et 2001 sur le thème du tennis et dont les chapitres sont compilés en 3 volumes reliés.
La publication de son manga Cross Over (ja) commence en 2002 dans le magazine hebdomadaire Weekly Shōnen Magazine de Kōdansha, et continue jusqu'en 2003 avec 7 volumes reliés. Publiée dans le même magazine entre 2004 et 2007, Suzuka (涼風) est devenue l'une de ses œuvres majeures, compilant 18 volumes reliés, et adaptée en anime en 2005. Ces deux séries mélangeaient les genres du sport (la première étant centrée sur le basket-ball tandis que la seconde sur l'athlétisme) avec la romance au lycée. Seo a notamment déclaré dans une interview qu'il était « membre de l'équipe d'athlétisme de son lycée et qu'il adorait regarder le baseball ».
Il poursuit avec la comédie romantique Kimi no iru machi (君のいる町), connue à l'étranger sous le titre A Town Where You Live, qui est à ce jour sa plus longue série avec 261 chapitres prépubliés entre mai 2008 et février 2014 dans le Weekly Shōnen Magazine et compilée en 27 volumes ; elle est également adaptée en une série télévisée d'animation en 2013. Il lance aussi en parallèle Princess Lucia (ja), une comédie romantique avec un caractère ecchi, dans le Monthly Comic Blade de Mag Garden en 2009, dont la publication bimensuelle s'étale jusqu'en 2015 dans le Monthly Comic Garden, après l'arrêt du premier magazine, et est compilée en 5 volumes.
Entre-temps, deux autres travaux sont également publiés dans le Bessatsu Shōnen Magazine de Kōdansha et chacun compilés en deux volumes : LovePlus Rinko Days (ja) (ラブプラス Rinko Days), prépubliée entre avril 2009 et décembre 2011,, est lancée dans un cadre promotionnel du jeu vidéo LovePlus de Konami ; quant à Half & half (ja), elle prend pour base le premier one shot du même nom que Seo avait publié à ses débuts et est prépubliée entre septembre 2012 et mai 2015,.
Son manga Fûka (風夏) est dans la continuité de Suzuka mais se centre sur les thèmes de la musique, la romance et le drame ; la série est lancée en février 2014, dans le même numéro du Weekly Shōnen Magazine que le dernier chapitre de Kimi no iru machi, et continue jusqu'à son 195e chapitre, sorti en avril 2018, puis compilée en 20 volumes. Une adaptation en une série télévisée d'animation est diffusée en 2017, dans laquelle Seo participe à l'écriture des paroles des chansons d'opening et d'ending.
En juin 2018, l'auteur sort sa cinquième série du Weekly Shōnen Magazine, Hitman (ヒットマン), qui est une romance d'adultes sur le thème des mangakas. Alors que le dernier chapitre d'Hitman est publié en février 2021, Seo commence aussitôt sa nouvelle série Goddesses Cafe Terrace (女神のカフェテラス).

## Œuvres principales
- 2000 - 2001 : W's (3 volumes) ;
- 2002 - 2003 : Cross Over (ja) (7 volumes, prépublié dans le magazine Weekly Shōnen Magazine) ;
- 2004 - 2007 : Suzuka (18 volumes, prépublié dans le magazine Weekly Shōnen Magazine) ;
- 2008 - 2014 : Kimi no iru machi, A Town Where You Live (27 volumes, dans le magazine Weekly Shōnen Magazine) ;
- 2009 - 2015 : Princess Lucia (ja) (4 volumes, parution bimensuelle dans le Monthly Comic Blade puis Monthly Comic Garden) ;
- 2010 - 2011 : LovePlus Rinko Days (ja) (2 volumes, prépublié dans le magazine Bessatsu Shōnen Magazine[25]) ;
- 2012 - 2015 : Half & half (ja) (2 volumes, prépublié dans le magazine Bessatsu Shōnen Magazine) ;
- 2014 - 2018 : Fûka (20 volumes, prépublié dans le magazine Weekly Shōnen Magazine[26]) ;
- 2018 - 2021 : Hitman (13 volumes, prépublié dans le magazine Weekly Shōnen Magazine)[27] ;
- 2021 - en cours : Goddesses Cafe Terrace (prépublié dans le magazine Weekly Shōnen Magazine)[28].